# 공항역 (부산)
공항역(Gimhae International Airport station, 空港驛)은 부산광역시 강서구 대저동에 위치한 부산-김해 경전철의 역이다. 역이 김해국제공항 국내선 청사와 국제선 청사 중간쯤에 위치해 있다.

## 승강장
2면 2선 상대식 승강장으로 운영되며,승강장에는 스크린도어가 설치되어 있다.다른 지하철과 마찬가지로 발빠짐에 주의해야 하고,반대편 승강장으로 건너갈수 없다.
| 서부산유통지구↑ |
| \| 상           |
| ↓덕두           |

| 상행 | ● 부산-김해 경전철 | 괘법르네시떼・사상 방면     |
| 하행 | ● 부산-김해 경전철 | 대저・김해시청・가야대 방면 |

## 역 주변
- 김해국제공항
- 국제여객터미널
- 덕두초등학교
- 상방마을
- 국내선 화물터미널

## 승차량 변동
부산김해경전철은 기본적으로 승하차량을 공개하지 않고 있지만 부산광역시에서 실시하는 교통조사 분석용역을 통해서 부산권 역들의 승하차량은 확인 가능하다.
이 역은 아직 승차량이 그다지 많지 않지만, 김해국제공항 이용객들로 인해 이용률이 계속적으로 증가하고 있다.
| 노선           | 승차 인원 | 승차 인원 | 승차 인원 | 승차 인원 | 승차 인원 | 주 석 |
| 노선           | 2011년    | 2012년    | 2013년    | 2014년    | 2015년    | 주 석 |
| -------------- | --------- | --------- | --------- | --------- | --------- | ----- |
| 부산김해경전철 | 1650      | 2109      | 2532      |           |           |       |

## 같이 보기
- 김해국제공항

| 부산-김해 경전철           | 부산-김해 경전철   | 부산-김해 경전철   |
| -------------------------- | ------------------ | ------------------ |
| 3 서부산유통지구 사상 방면 | ● 부산-김해 경전철 | 5 덕두 가야대 방면 |